# 戈登·P·沃克
戈登·P·沃克（英語：Gordon P. Walker）是一位英国环境学家，兰卡斯特大学教授，可再生能源商业化的推动者。